# Thomas d'Ippegrave
Thomas d'Ippegrave est un administrateur anglais au service du roi Édouard Ier dans la seconde moitié du XIIIe siècle. Membre du Conseil privé d'Irlande en 1264, il sert comme Connétable de la Tour de Londres et Lord-maire de Londres en 1268, puis comme sénéchal de Gascogne de 1268 à 1269. Il meurt entre 1275 et 1278.

## Biographie
Après une formation de juriste Thomas commence sa carrière en tant que petit commis dans la maison du futur roi Édouard Ier. Dans ce cadre, il est en relation avec le duché de Gascogne, qui relève du prince dès 1255. En 1259 il est nommé Gardien de la garde-robe, une fonction qui lui permet de recevoir et de débourser de l'argent au nom d'Édouard.
En 1259, il est en Gascogne en sa qualité d'ancien avocat pour assister le lieutenant du roi pour la Gascogne, Simon de Montfort, 6e comte de Leicester . Il porte alors le titre de chevalier. Avec un greffier et un autre chevalier, il représente le roi Henri III dans un procès intenté par Renaud II de Pons (en) et son épouse Marguerite de Turenne, première affaire en Aquitaine à être portée devant le parlement de Paris. En 1260 Thomas était revenu au service du prince Édouard, dans l'entourage duquel il parcourt la France en novembre 1260.
Il est envoyé en « mission spéciale » en Irlande en 1264, où il siège brièvement avec les autres membres du Secretum Consilium (conseil privé) du roi. Son rôle est de prendre part à l'enquête sur les allégations selon lesquelles l'archevêque de Dublin interfère avec les plaidoyers adressés à la Couronne. Rentré en Angleterre début 1265, il y supervise la collecte d'un tallage (taxe) sur les Juifs.
Thomas est nommé sénéchal de Gascogne avant le 21 novembre 1268, date à laquelle il assiste à la signature du contrat de mariage entre Henri d'Almain, le neveu du roi, et Constance de Béarn, une importante héritière gasconne. Il dresse alors un acte confirmant le contrat, libérant formellement Constance de la patria potestas de son père, le vicomte Gaston VII de Béarn, et reconnaissant sa saisine des vicomtés de Brulhois et de Gabardan, qui devaient être sa dot. Un intérêt de ce document est de montrer qu'à l'époque la suzeraineté du duc d'Aquitaine sur le vicomte de Béarn n'est pas contestée,.
Sur les quatorze sénéchaux de Gascogne en service du vivant du Henri III, Thomas semble avoir été l'un des deux seuls à avoir été nommé par Édouard et non pas par le roi. Il quitte cette fonction entre mars et novembre 1269. On lui confie la charge de sergent d'Eastgate dans la ville de Chester et les péages associés en 1275.
Sa veuve, Joan, reçoit la garde et les péages de la porte en 1278, qu'elle remet ensuite à la couronne, en échange d'une pension.